# 非接触型決済

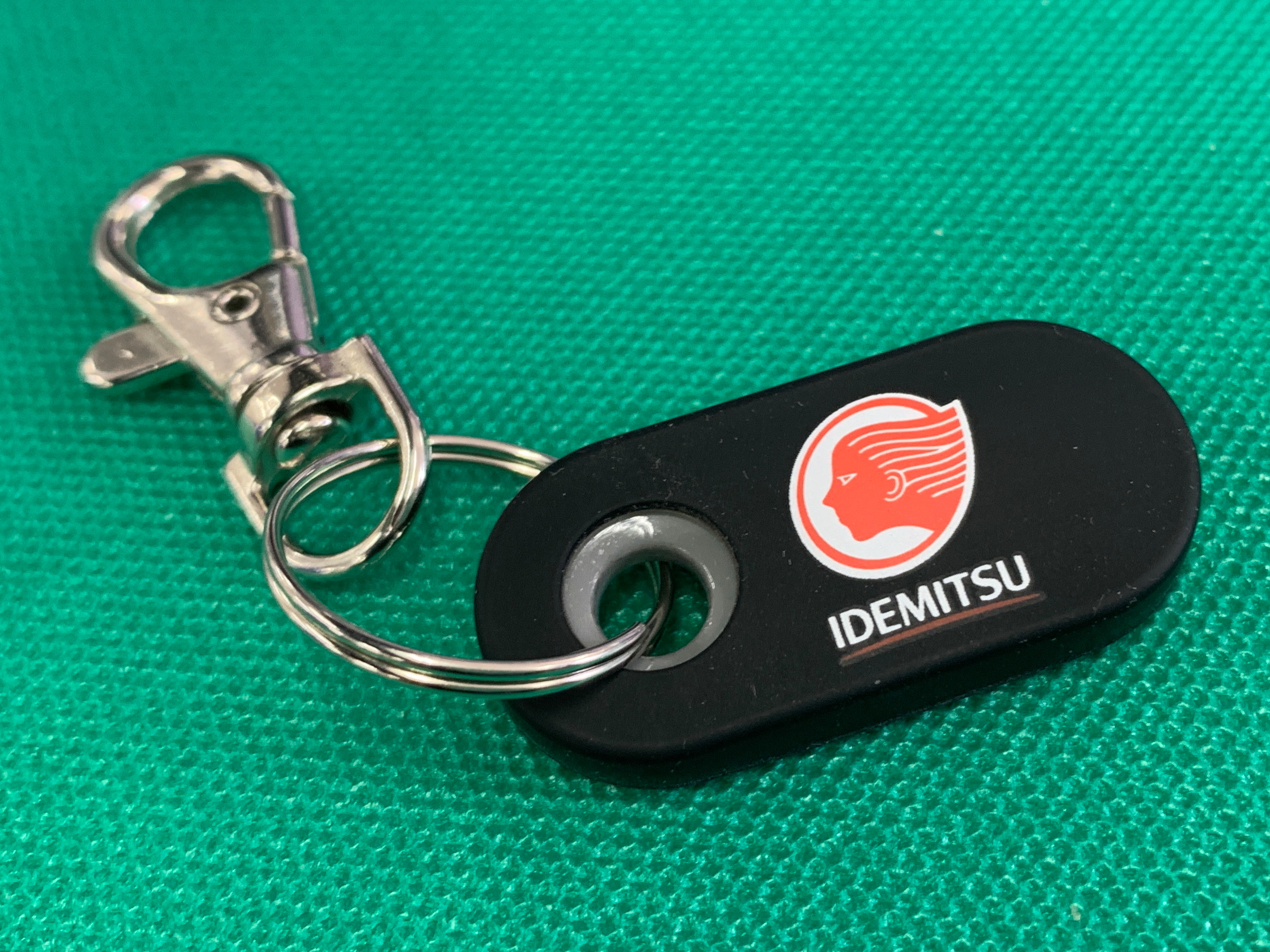
非接触ICチップを内蔵したキーホルダー型決済ツールの例

コンタクトレス決済のシンボル

非接触型決済（ひせっしょくがたけっさい）は、非接触ICを搭載したカード（ICカード）・携帯電話・ウェアラブルコンピュータと店舗などの決済端末との間を無線通信して決済（電子決済）する仕組みである。
なお、いわゆるQRコード決済には、Consumer Presented Mode (CPM) 及び Merchant Presented Mode (MPM) があるが、いずれもバーコード（一次元コードや二次元コード）を光学的に読み取っているに過ぎず、無線通信している訳でない。

## 概要
インストア・キャッシュレス決済の一種であり、主に次のような技術を利用する。
- 近距離無線通信(NFC)
- FeliCa
- Bluetooth
- RFID

## 主な方式

### NFC
EMV Contactless に準拠する決済は、Contactless Payment（日本ではタッチ決済）と呼ばれ、世界標準として各国で少額のクレジットカード対面決済（電子マネーとは異なる）として普及が進んでいる。日本では、2024年にAppleがiPhoneのタッチ決済（Apple Payとは異なる）の提供を開始している。
- Visa -  Visa Contactless （Visaのタッチ決済）
- Mastercard - Mastercard Contactless （Mastercardタッチ決済）
- American Express - American Express Contactless （アメックスのタッチ決済）
- Discover Financial Services - D-PAS
- ジェーシービー - JCBのタッチ決済
- 中国銀聯 - QuickPass[注釈 3]

普及が進んだ国では、クレジットカード対面決済（少額）の大半は、このコンタクトレス決済で行われている。
- オーストラリア、ニュージーランド、シンガポール、台湾、ロシア、ポーランド、チェコ、ハンガリー、スロベニア、ルーマニア、ジョージア、ギリシャ、スペイン、ほか

また世界の都市の公共交通機関で、このコンタクトレス決済による乗車方式の採用が始まっている。
- ロンドン、シンガポール、ニューヨーク、台北、シドニー、バンクーバー、ブリュッセル、ストックホルム、ほか

店頭・改札入場機などに、対応クレジットカードとコンタクトレス決済のシンボルが掲示されている。
日本では、後述するFeliCa方式が多数を占める為、非接触リーダー更新のタイミングでコンタクトレス決済対応機器を設置するケースが多く、大手のコンビニエンスストア・総合スーパーなどを皮切りに採用が進みつつある。

### FeliCa
FeliCa方式は日本のソニーで開発された。日本では、iD、QUICPay、交通系ICカードなど交通・店舗で比較的普及している。
ただし世界での普及は少数である。またそれまでFeliCa方式を採用していた都市で、「EMVコンタクトレス決済」方式への転換も起きている（ロンドン、香港、シンガポールなど）。

## 非接触決済の利用
資金決済の分野で非接触型決済が進むことをコンタクトレス（非接触）化という。

### 地域別の比較
欧米ではもともと治安や地理的条件の影響により小切手決済が選好されており、非接触決済は小切手決済の欠点を補う形でデビットカードやクレジットカード決済が普及し、その安全性と処理速度を高める技術革新が進められた。これに対し、日本では現金自動預払機（ATM）のネットワークが発達するなど現金決済が選好されており、非接触決済は現金決済に近い使用感の決済手段が好まれ、プリペイドカード決済から普及していった。

### 非接触決済の実用例
- スマートカード （ICカード）
  - クレジットカード
  - デビットカード
  - プリペイドカード
- スマートデバイス
  - スマートフォン
  - スマートウォッチ
  - スマートリング

## 各国の非接触決済

### 日本
2021年時点のブランド別累計発行枚数（少額決済方式）（FeliCa方式）
1. 前払  楽天Edy：1億3,900万枚 （7.6％）
2. 前払  WAON：8,801万枚 （6.5％）
3. 前払  Suica：8,501万枚 （4.2％）交
4. 前払  nanaco：7,366万枚 （3.9％）
5. 後払  iD：4,688万枚 （11.3％）
6. 前払  PASMO：4,024万枚 （1.7％）交
7. 前払  ICOCA：2,518万枚 （4.9％）交
8. 後払  QUICPay：1,861万枚 （9.8％）
9. 前払  majica：1,440万枚 （31.3%）
10. 前払  manaca：763.9万枚 （5.4％）交
11. 前払  nimoca：461万枚 （6.7％）交
12. 前払  SUGOCA：345万枚 （7.5％）交
13. 後払  PiTaPa：336万枚 （-0.9%）交
14. 前払  TOICA：327万枚 （5.5％）交
15. 前払  Kitaca：184万枚 （4.5％）交
16. 前払  はやかけん：165万枚 （12.4％）交

※カッコ内は前年同月比（2021年7月末現在の発行枚数）。「交」は交通系ICカード。

#### 歴史
日本での非接触決済の商用サービスは1996年6月に「としまえん」でICチップを内蔵した「キャッシュレスタグ」が開始されたのが最初である。
日本での非接触決済の草分け的存在は、楽天Edy（当時はビットワレット株式会社による「Edy」ブランドで開始）である。2001年1月にサービスを開始し、2006年5月時点で、累計1,790万枚（そのうち、おサイフケータイでの利用者は310万人）発行され、32,000店の利用可能店舗を擁するサービスとなった。楽天EdyにはFeliCaが使われており、クレジットカードや、キャッシュカード、全日本空輸と提携してのANAマイレージカードを代表とする各種のポイントカード・会員カード、社員証・学生証など各種の身分証明書などと一体化したタイプのカードの発行、おサイフケータイでのサービス提供などを行っている。
楽天Edyと双璧をなすのが、JR東日本が発行するSuicaである。楽天Edyと同様に2001年にサービスを開始し、2006年5月末時点で累計1,665万枚（そのうち、ショッピングサービスが可能なのは、1,263万枚）発行され、6,300店の利用可能店舗を確保した。
また、Suicaは楽天Edyと違い、鉄道・バスなどの交通機関を利用できるという利点を持つ。定期乗車券を搭載する事もできる。当初は首都圏、仙台周辺、新潟周辺だけでのサービスだったが、各地でも同様にICOCA等の交通系ICカードが誕生し、2007年3月にSuicaとPASMOの相互利用を開始、2013年には交通系ICカード全国相互利用サービスにより全国で共通利用できるようになった。
SuicaとiDの共通端末の整備（2007年1月運用開始）や、nanacoの端末での他の非接触決済の利用（2007年4月利用開始）など交通系以外との相互利用も行われている。

#### 課題
その非接触決済のサービスごとに使える店舗が分かれ相互に利用できない、個人経営の店やローカルチェーンなどで使えない店舗も多いことなどである。そのため、顧客側に、サービスと、そのサービスが使える店舗の組み合わせを把握させるという手間を強いている。
ただし非接触決済のサービスが並立していることは、顧客に短期的な不利益を与えている一方、サービス間での競争が積極的に行われることによって、より良いサービスを顧客は受ける事が出来るため、長期的には利益を与えているとも言える。（クレジットカードもサービス開始当初は端末などが相互利用できなかった）。
また日本国内では非接触決済の通信プロトコルとしてFeliCaが採用されることが多いが、国際的にはFeliCaの普及度は低いため、ガラパゴス化しているという指摘もある（詳しくはガラパゴス化#非接触ICカードを参照）。2015年秋に東大の学生にアンケートでは「おサイフケータイ」をまったく使わないと答えた者が96%だった。2016年にiPhoneにFeliCaが搭載されて以降も依然として、おサイフケータイは低調を維持している。QR決済元年となった2019年には一年で利用率で抜かれている。

### 韓国
1996年、MIFAREを用いた交通系ICカードのUpassの使用を開始。2003年にT-moneyも開始。全国的にクレジットカードの利用が圧倒的である。

### 中国
北京市政交通カードなどが対応しているが、コード決済ほかの他の決済方式の普及率が圧倒的である。

#### 香港
1997年、FeliCaを用いた交通系ICカードの八達通（オクトパス）の使用を開始。日本に先行してFeliCa技術を用いた。その後、「EMVコンタクトレス決済」の方式へ転換した。

### オーストラリア
オーストラリアでは「EMVコンタクトレス決済」が広く普及している。コモンウェルス銀行など国内主要銀行は自社の発行するMasterCard・VisaブランドのカードをMasterCard PayPassおよびVisa payWaveで利用することを推進している。

## モバイル決済

### 日本における利用
日本では電子マネー用の決済端末を用いるFeliCa方式が代表的であるが、Bluetoothを用いたビーコン方式のものもある。

#### フィーチャーフォン・ガラホ
フィーチャーフォンはFeliCaを利用する決済に対応しているものが多い。
フィーチャーフォンのFeliCaを利用する決済は、おサイフケータイに対応している。従来のフィーチャーフォン（ガラケー）のほか、ガラホと呼ばれるフィーチャーフォンに類似するAndroid携帯電話にも装備されている。そのうえ、すでに楽天Edyが標準装備されているため、初期設定を行いチャージをすれば、すぐに利用することが出来る。また、NTTドコモは、902iSシリーズ以後、iDのNTTドコモでのサービスであるdカード（旧DCMX）のアプリが標準装備されており、dカード mini（旧DCMX mini）なら（簡易な審査が存在するが）初期設定を行えばすぐ利用できたが、2019年2月26日21時を以てiモードケータイのdカードのiD及びdカード miniを終了した。
赤外線通信を利用する決済は、幾つかの実験やトライアルが行われたが、いずれも実用化には至らなかった。KDDIの CDMA 1X を利用する「Kei-Credit」のテストが2002年に、トライアルが2003年にそれぞれ行われた。また、VisaのVISAッピが商用化試行まで行ったが、計画は止まり、Visaの携帯電話での非接触決済サービスはFeliCaを採用したVisa Touchを展開することになったが2014年6月末を以てモバイルサービスを終了し、「EMVコンタクトレス決済」を採用した Visa payWave（現在のVisaのタッチ決済）を展開することとなった。

#### スマートフォン

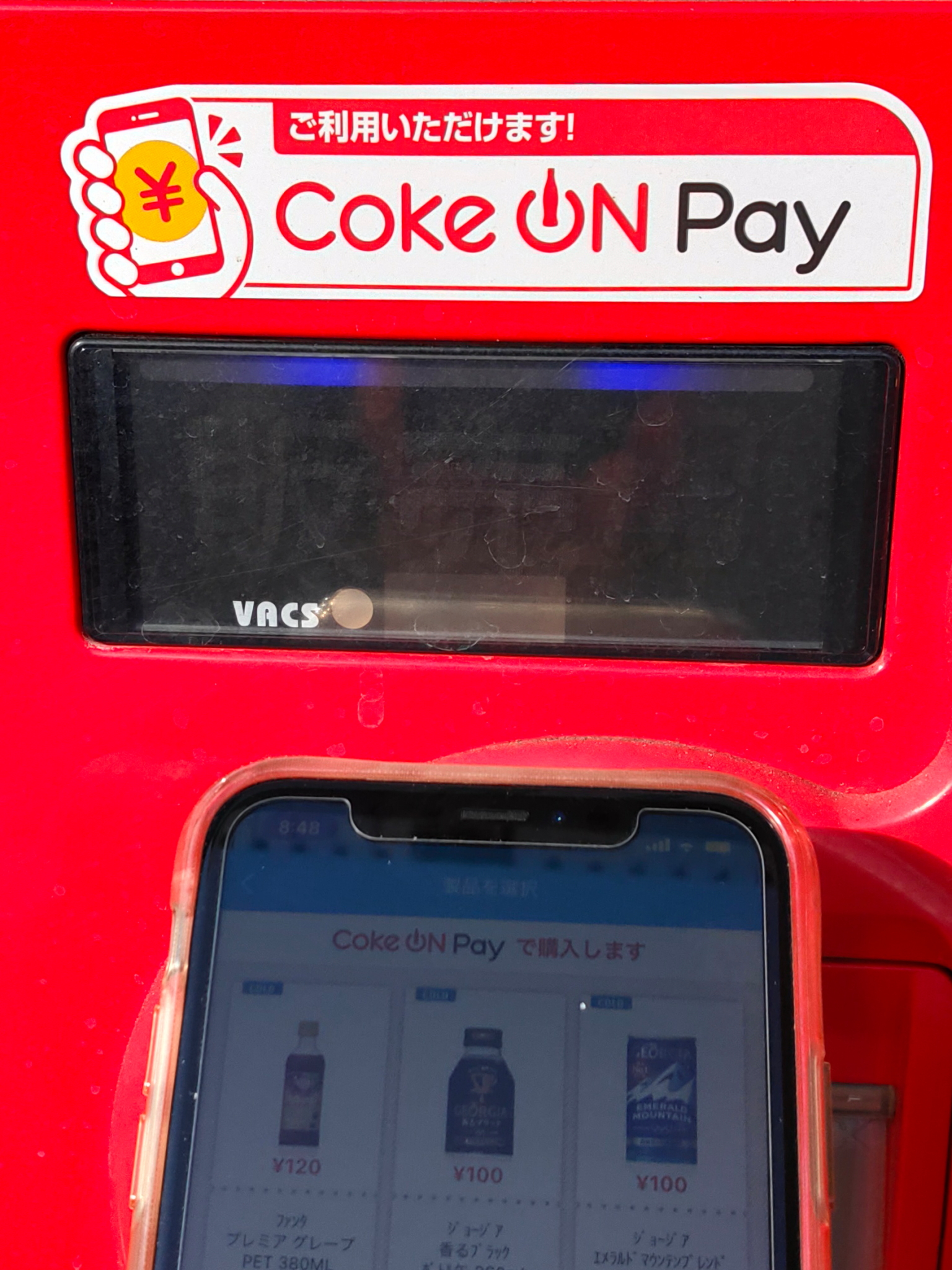
bluetoothを利用するスマホ自販機

スマートフォンでは、NFC・Bluetoothを利用する決済に対応しているものが多い。FeliCaはiPhoneなど一部に搭載されている。
- FeliCa
  - おサイフケータイ
  - Google Pay
  - Apple Pay
- NFC (NFC Type-A/B、MIFARE)
  - Google Pay[注釈 7]
  - Samsung Pay
  - Apple Pay
- Bluetooth
  - LINE Pay[16]
  - Coke ON Pay[17]

### 欧米における利用
アメリカでFRB連邦準備制度理事会が2015年11月に実施した調査では、米国で店頭でモバイル決済を利用すると回答した人の割合は5.3%だった。また、ドイツ連邦銀行（ブンデスバンク）が2014年5月に実施した調査では、ドイツで店頭でモバイル決済を利用すると回答した人の割合は2%だった。

### 新興国や途上国における利用
モバイル決済の普及は先進国よりも新興国や途上国のほうが進んでいるとされ、ケニアでは2015年6月の調査で携帯電話加入者の約76.8%がモバイル決済を利用している（2015年6月）。先進国でのモバイル決済の普及は、固定電話網よりも携帯電話のほうがインフラを整備しやすいことや太陽光発電が普及したことが背景にある。